# Back on My B. S.
Back on My B. S. ist das achte Studioalbum des US-amerikanischen Rappers Busta Rhymes, das im Mai 2009 erschien.

## Entstehung und Veröffentlichung
Die Erstveröffentlichung von Back on My B. S. erfolgte am 15. Mai 2009 bei Motown Records. Das Album erschien in seiner Originalausführung als CD und Download mit 14 Titeln (Katalognummer: 06025 2701893).
Busta Rhymes war bei der Produktion seines achten Soloalbums als „Executive Producer“ tätig. An der Entstehung des Albums waren eine Reihe Hip-Hop-Musiker beteiligt, die die musikalische Grundlage der Stücke lieferten. DJ Scratch steuerte mit Wheel of Fortune und I’m a Go and Get My… zwei Produktionen bei. Ron Browz produzierte Give em What They Askin for und Arab Money, Focus Respect My Conglomerate und Danja Shoot for the Moon. Der Beat zu Hustler’s Anthem ’09 wurde von Ty Fyffe beigesteuert. Weitere Produktionen können den Musikern The Neptunes (Kill Dem), Needlz (We Miss You), Jelly Roll (Sugar und World Go Round), Mr. Porter (Decision) und Cool & Dre (Don’t Believe Em) zugeordnet werden. Das abschließende Mastering wurde von Chris Gehringer übernommen.

## Titelliste
1. Wheel of Fortune – 3:24
2. Give em What They Askin for – 3:24
3. Respect My Conglomerate (feat. Jadakiss & Lil Wayne) – 3:34
4. Shoot for the Moon – 3:20
5. Hustler’s Anthem '09 (feat. T-Pain) – 4:29
6. Kill Dem (feat. Tosh & Pharrell Williams) – 3:48
7. Arab Money (feat. Ron Browz) – 2:45
8. I’m a Go and Get My… (feat. Mike Epps) – 4:54
9. We Want In (feat. Ron Browz, Show Money & Spliff Star) – 3:11
10. We Miss You (feat. DeMarco & Jelly Roll) – 5:02
11. Sugar (feat. Jelly Roll) – 4:05
12. Don’t Believe Em (feat. Akon & T.I.) – 3:49
13. Decision (feat. Mary J. Blige, Common, Jamie Foxx & John Legend) – 4:28
14. World Go Round (feat. Estelle) – 3:51

## Rezensionen
Die Entertainment Weekly wertete Back on My B.S. mit der Note „C+“ kritisch. Neben guten Liedern, die sich stilistisch an älteren Stücken des Rappers anlehnen (Don’t Believe Em), bediene sich Rhymes in verschiedenen Liedern aktuellen Trends, wie etwa die Verwendung von Auto-Tune für den Titel Hustler’s Anthem ’09. Der schlimmste Song sei Arab Money, auf welchem inhaltlich ethnische Stereotype mit einer unangenehmen, schrillen Hookline verbunden werden.
Für David Jeffries, der eine Wertung für den All Music Guide verfasste, stellt Back on My B.S. eine Steigerung zum Vorgängeralbum The Big Bang dar. Das Album bringe Busta Rhymes zwar nicht zurück an die Spitze der besten Rapper, sei aber ein Schritt in die Richtung.
Die deutsche E-Zine Laut.de vergab drei von möglichen fünf Bewertungspunkte an Back on My B.S. Die Redakteurin Dani Fromm lobt vor allem die Produktion des Albums. So sorge etwa DJ Scratch „mit rhythmisch verspielten Drums für eine geradezu minimalistische Basis“ für Rhymes’ Vortrag. Auch Pharrells Musik zu Kill Dem und Ron Browz’ Arab Money finden positive Kritik. Busta Rhymes könne zudem der Spaß an seiner Musik angehört werden. Das hohe Niveau zu Beginn des Albums könne laut Fromm jedoch nicht gehalten werden, was sie etwa an „Synthiesounds und Autotune-Standards“ festmacht. Sugar bediene sich Klischeehaft bei Elementen des Rhythm and Blues. Auch die Gastbeiträge von Jamie Foxx, Mary J. Blige und Common auf Decision sowie Estelles Beitrag auf World Go Round werden negativ bewertet. Trotz der Schwächen des Albums, wird Busta Rhymes als „ein ungebrochen grandioser MC“ gelobt.

## Chartplatzierungen
Back on My B. S. avancierte mit Rang fünf zum Top-10-Erfolg in den US-amerikanischen Billboard 200, wo es elf Wochen in den Charts verweilte. Darüber hinaus erreichte es Chartplatzierungen in der Schweiz (Rang 15), Frankreich (Rang 20), Österreich (Rang 66), Belgien-Wallonien (Rang 88), dem Vereinigten Königreich (Rang 92) und Deutschland (Rang 94).
| ChartsChartplatzierungen       | Höchstplatzierung | Wochen |
| ------------------------------ | ----------------- | ------ |
| Deutschland (GfK)              | 94 (1 Wo.)        | 1      |
| Österreich (Ö3)                | 66 (1 Wo.)        | 1      |
| Schweiz (IFPI)                 | 15 (4 Wo.)        | 4      |
| Vereinigte Staaten (Billboard) | 5 (11 Wo.)        | 11     |
| Vereinigtes Königreich (OCC)   | 92 (1 Wo.)        | 1      |